# Jenő Hubay
Dans le nom hongrois Hubay Jenő, le nom de famille précède le prénom, mais cet article utilise l’ordre habituel en français Jenő Hubay, où le prénom précède le nom.
Œuvres principales
- quatre concertos pour violon

Eugen Huber, né le 15 septembre 1858 à Pest (actuellement Budapest) et mort le 12 mars 1937 à Budapest, mieux connu sous son nom hongrois Jenő Hubay, est un violoniste, compositeur et professeur de musique hongrois.

## Biographie

### Études
Eugen Huber est né dans une famille allemande de musiciens à Pest, en Hongrie. Il magyarise son nom en Jenő Hubay alors qu'il a vingt et un ans et qu'il vit en Europe occidentale dans un entourage parlant français.
Son père, Karl, premier violon de l'Opéra national de Hongrie et professeur à l'Académie de musique Franz-Liszt, l'a formé au violon et à la musique. Jenő Hubay a donné sa première prestation publique en jouant un concerto à l'âge de onze ans. À treize ans, Hubay entame ses études à Berlin et y reste cinq ans recevant un enseignement de Joseph Joachim.

## Parcours professionnel

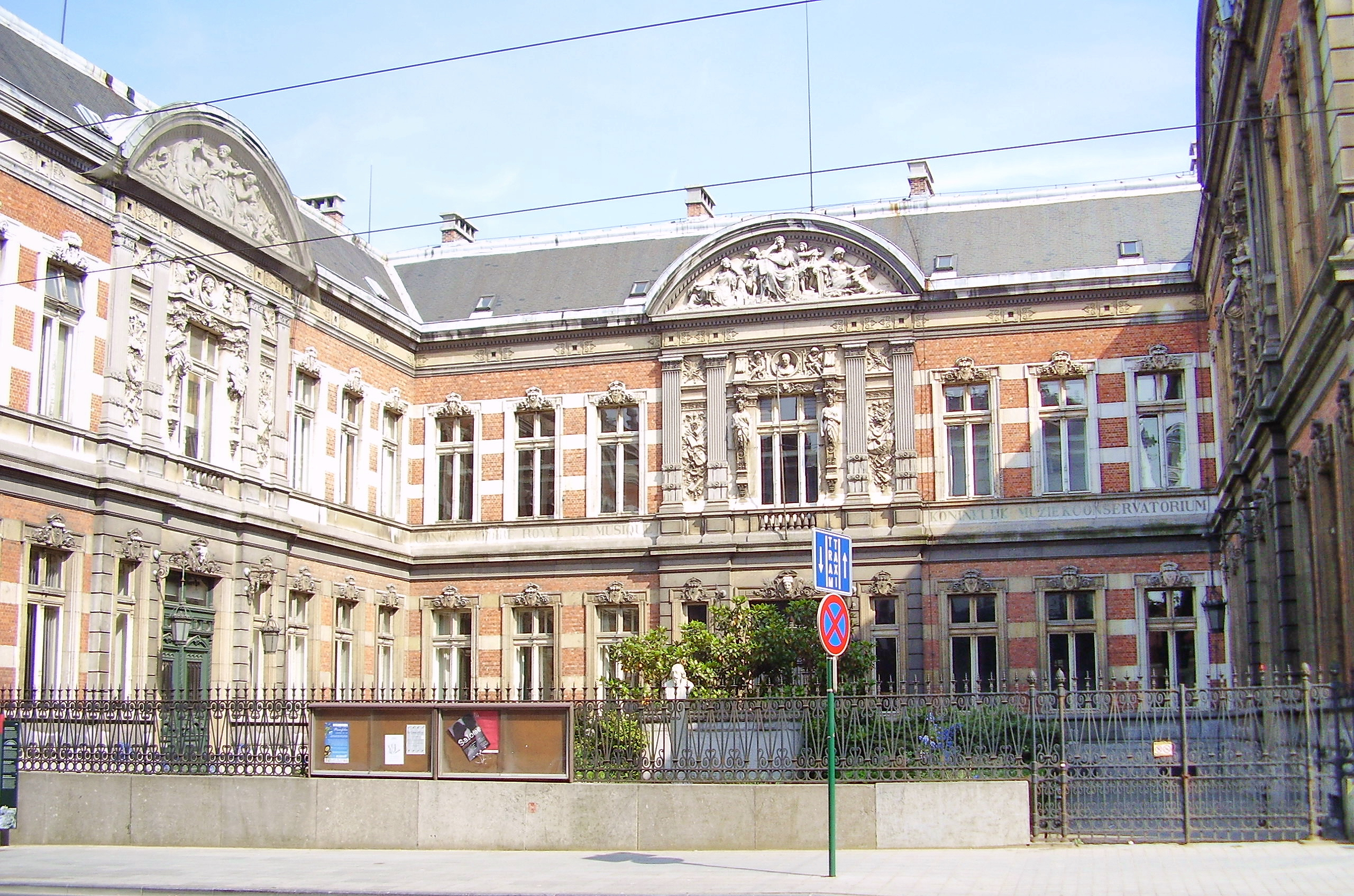
Conservatoire royal de Bruxelles

En 1878, suivant les conseils de Franz Liszt, il fait des débuts très remarqués à Paris en tant que violoniste. Henri Vieuxtemps était dans l'assistance et ils se forgèrent une profonde amitié. Vieuxtemps délivrera également son instruction à Jenő Hubay et lui suggérera de postuler pour un poste de professeur de violon au conservatoire de Bruxelles.
En 1882, Hubay occupe la chaire de violon au Conservatoire de Bruxelles. il retourne en Hongrie en 1886 où il succède à son père à la tête de l'Académie de musique Franz-Liszt. Cette même année, il fonde le Quatuor de Budapest avec le violoncelliste David Popper. Il enseigne également au conservatoire de Budapest, jusqu'à sa retraite en 1934.

### Son enseignement
Les principaux élèves de Jenő Hubay furent Joseph Szigeti, André Gertler, Eugene Ormandy, qui deviendra chef d'orchestre, et Eugène Lehner. Il a également enseigné à plusieurs violonistes telles que Stefi Geyer, le premier amour de Béla Bartók à qui celui-ci dédia son premier concerto de violon, Jelly d'Arányi, la petite nièce de Joseph Joachim qui a eu une brillante carrière en Angleterre et en France et qui a commandé à Maurice Ravel la rhapsodie Tzigane, sa sœur Adila Fachiri, Johanna Martzy ou encore Ilona Feher. Parmi ses autres élèves, l'on compte aussi Franz von Vecsey, Emil Telmányi, Zoltán Székely, Gerhard Taschner, Barnabás von Géczy et Ede Zathureczky.

### Son œuvre
Son œuvre est essentiellement orchestrale et pour le violon (quatre concertos pour violon, plusieurs symphonies ainsi que des opéras). Il a écrit plusieurs centaines de courtes partitions pour son instrument de prédilection. Son style reste romantique avec une forte influence hongroise, se démarquant de ses contemporains du début du XXe siècle.

## Galerie

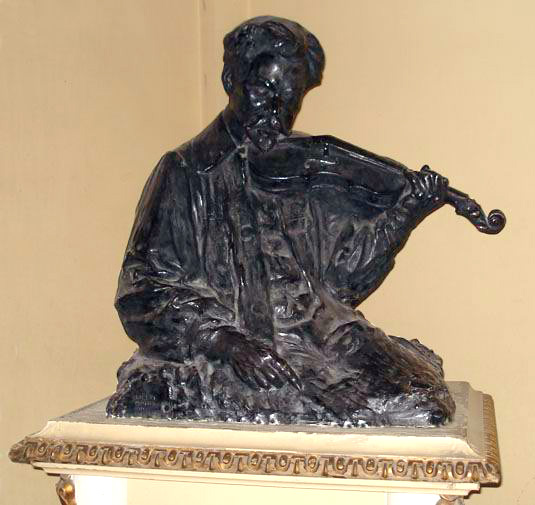
Miklós Ligeti, buste du violoniste hongrois Jenő Hubay. Palais de la musique, Miskolc, Hongrie.

## Hommages
Une plaque commémorative a été dévoilée le 20 juin 2011 sur la façade de sa demeure bruxelloise, 116 chaussée d'Ixelles où il a habité de 1882 à juin 1885.